# يان مايوفسكي
يان مايوفسكي (بالألمانية: Jan Majewski)‏ هو لاعب كرة قدم ألماني في مركز الهجوم، ولد في 27 نوفمبر 1973. لعب مع نادي بوخوم.

## وصلات خارجية
- يان مايوفسكي على موقع قاعدة بيانات كرة القدم.إي يو (الإنجليزية)
- يان مايوفسكي على موقع بيانات كرة القدم. دي إي (الألمانية)